# Hótel Borg
Hótel Borg – czterogwiazdkowy hotel położony w ścisłym centrum Rejkiavíku, stolicy Islandii, przy placu Austurvöllur, pod adresem Pósthússtræti 9-11. Budynek został wybudowany w 1930 w stylu art déco, zaprojektował go Guðjón Samúelsson. Hotel ma 56 pokoi oraz 8 apartamentów, w tym jeden dwupoziomowy.